# Letgaals

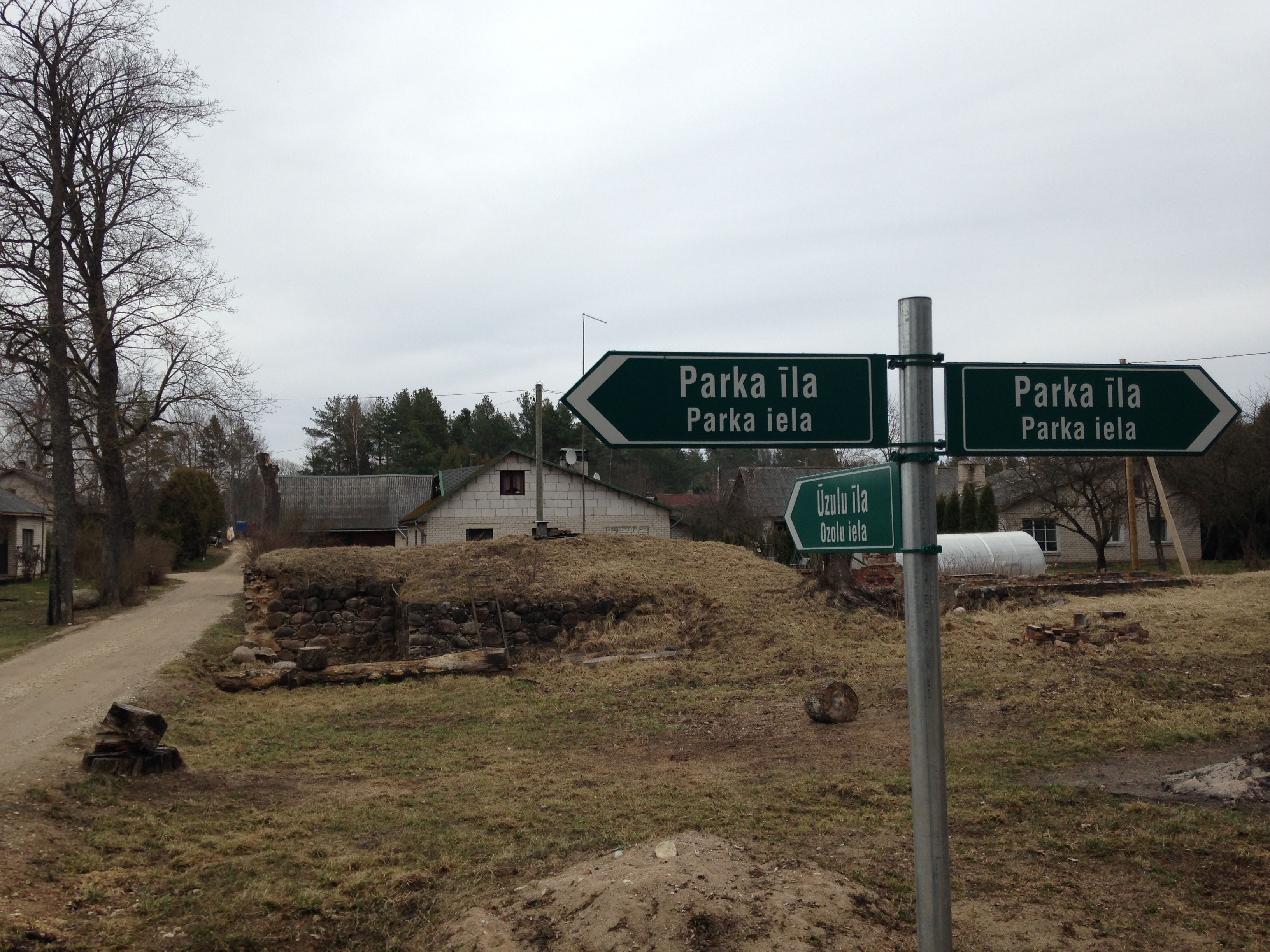
Tweetalige Lets-Letgaalse bewegwijzering in Letland

Het begrip Letgaals kan betrekking hebben op twee verschillende talen:
1. Een Baltische taal die ooit in een groot deel van het huidige Letland werd gesproken door de Letgallen. Het huidige Lets is grotendeels uit deze taal ontstaan.
2. Een ook wel als Latgalisch bekendstaande taalvariëteit die tegenwoordig in de regio Letgallen wordt gesproken en meer archaïsche kenmerken met de hierboven genoemde taal gemeenschappelijk heeft dan voor het Lets het geval is. Door sommige taalkundigen wordt deze variëteit als een opzichzelfstaande taal beschouwd, terwijl anderen het als een Lets dialect zien. Het moderne Letgaals kon zich ontwikkelen doordat zowel het gebied Letgallen als de bewoners hiervan eeuwenlang gescheiden waren van de rest van Letland.

## Geschiedenis
Het moderne Letgaals ontwikkelde in de 18e eeuw zijn eigen literaire traditie. De meeste in deze taal geschreven literaire werken uit de 18e en 19e eeuw zijn religieuze verhalen, gedichten of kalenders die zijn geschreven door Jezuïeten die Letland tot een noordoostelijke buitenpost van het rooms-katholicisme hadden gemaakt. Het oudst bewaard gebleven boek in het Letgaals dateert van 1753 en heet Evangelia toto anno ("Evangeliën voor het hele jaar").
Het Letgaals schriftsysteem maakte aanvankelijk gebruik van Antiqua en was ontleend aan het Pools, terwijl men zich in de rest van Letland van het Gotische schrift bediende.
Van 1865 tot 1904 was het - als een rechtstreeks gevolg van de Januariopstand - in het Keizerrijk Rusland verboden om zowel in het Letgaals als in het Litouws boeken te publiceren. In deze tijd werden er wat katholiek-religieuze teksten het land binnengesmokkeld terwijl de overige literatuur met de hand geschreven was, bijvoorbeeld de kalenders van Andryvs Jūrdžys. Nadat het verbod in 1904 was opgeheven, verschenen er al snel kranten, leerboeken en grammatica's in het Letgaals, waardoor de taal zich snel ontwikkelde. Na het aan de macht komen van Kārlis Ulmanis in 1934 werd het gebruik van het Letgaals echter weer sterk aan banden gelegd. In de periode 1940 - 1991 - toen Letland deel uitmaakte van de Sovjet-Unie - werd het Letgalisch vrijwel uitsluitend gesproken. Enkele Letgallische intellectuelen die waren geëmigreerd - zoals Miķelis Bukšs - bleven echter doorgaan met het publiceren van boeken en studies in hun eigen taal.
Sinds Letland in 1991 opnieuw een onafhankelijke staat werd, is ook de belangstelling voor de Letgalische taal en het bijbehorende culturele erfgoed sterk toegenomen. Aan enkele universiteiten wordt Letgaals als keuzevak onderwezen, terwijl het cultureel centrum in Rēzekne zowel oude als nieuwe boeken in het Letgaals uitgeeft.